# 克莱奥
克莱奥（Cléo，1985年8月9日—），全名克莱维森·加布里埃尔·科尔多瓦（Cléverson Gabriel Córdova），巴西足球运动员，曾效力于中超球队廣州恆大及青岛黄海。

## 职业生涯

### 早年生涯
克莱奥在葡萄牙球队莫斯卡维德开始职业足球生涯，2005年短暂回到巴西，先后效力于帕拉尼恩斯、费罗维亚里亚和費古倫斯等球队，2006年夏季再次转会加盟莫斯卡维德。
2008年，克莱奥被租借到塞尔维亚足球超级联赛球会贝尔格莱德红星一个赛季，他在20场比赛中打进8球，并在一个赛季后加盟红星队的死敌贝尔格莱德游击队，成为1988年戈兰·米洛杰维奇后首位从红星转投游击队的球员。7月14日，克莱奥在2009/10赛季欧洲冠军联赛资格赛第二轮和威尔士联赛冠军拉尔的比赛中首次代表球队出场，并打进一球。第二回合，克莱奥又上演帽子戏法，帮助游击队以8比0狂扫对手。他在2008/09赛季中打进9球，游击队也连续第三年获得联赛冠军。
在2010/11赛季欧洲冠军联赛资格赛中，克莱奥在6场比赛中打进8个进球，帮助游击队时隔七年后重返欧洲冠军联赛小组赛。克莱奥在小组赛和阿森纳的主客场比赛中都有进球，但游击队都以1比3不敌对手。克莱奥的这两个进球也是该赛季游击队在2010/11赛季欧洲冠军联赛分组赛取得的所有进球。

### 加盟中超
2011年2月9日，克莱奥和中国足球超级联赛升班马广州恒大签约4年，转会费达320万欧元，打破山东鲁能泰山签入奥比纳的价格，成为当时中国足球联赛转会金额最高的球员。4月2日，克莱奥在2011赛季第一轮他的首个中超进球，帮助广州恒大在天河体育场进行的2011赛季中超揭幕战中1比0击败大连实德取得联赛开门红。克莱奥继续表现出良好的状态，在联赛前五轮打进五球。但在5月4日进行的中国足协杯首轮广州恒大主场对阵贵州智诚的比赛中，克莱奥在上半场即因拉伤而被穆里奇换下，并因此远离赛场将近2个月，直到6月26日广州恒大主场迎战江苏舜天才回归。他在这场比赛中打进一个点球，之后四场比赛又连续取得四个进球。7月14日，他在广州恒大主场5比0狂扫南昌衡源的比赛中打进一球，但却在下半场旧伤复发被孔卡替下。8月底克莱奥曾经短暂复出，但在9月3日和广州富力的热身赛中再次受伤，缺席赛季的剩下所有比赛。在2011赛季仅有10次出场机会中，克莱奥取得了10个进球，在俱乐部排名穆里奇和郜林之后，位列第三名，在整个联赛中排名第九名。
2012年2月25日，克莱奥在2012年中国足球协会超级杯的比赛中独进两球，帮助广州恒大2比1击败2011年中国足协杯冠军天津泰达，获得冠军，他本人也当选为比赛的最有价值球员。3月7日，克莱奥在2012年亚足联冠军联赛小组赛第一轮第27分钟打进广州恒大亚冠历史的第一个进球，他在这场比赛独中两元，帮助广州恒大客场5比1击败K联赛冠军全北现代汽车。5月15日，克莱奥在广州恒大客场挑战泰国冠军武里喃联的亚足联冠军联赛小组赛最后一轮的比赛第90分钟帮助球队获得点球机会，队友达里奥·孔卡主罚命中，最终广州恒大2比1击败对手，超越全北现代获得小组出线权。 5月30日，克莱奥在亚冠联赛十六强淘汰赛广州恒大主场迎战FC东京的比赛中射进唯一一个进球，帮助广州恒大1比0击败对手，成为亚冠改制后首支进入亚冠八强的中国球队。 虽然克莱奥在亚冠前七场比赛中射进4球，但在8月份的第二次报名时还是被新加盟的卢卡斯·巴里奥斯所代替。8月18日，克莱奥在广州恒大客场2比1击败长春亚泰赛后接受《体坛周报》的采访时称，他对俱乐部的决定表示难过，希望在赛季结束时，俱乐部能让他走，不要设置障碍。 在国内赛场上，克莱奥依然担任球队的主力前锋，帮助广州恒大在2012赛季中超联赛成功卫冕，并历史上首次夺得足协杯的冠军。
2013年1月25日，日本职业足球联赛球队柏雷素尔正式宣布租借克莱奥。 2013年11月27日，他出现腹痛症状并于次日入院，被诊断患有阑尾炎而接受手术。同日，柏雷素尔宣布提前中止克莱奥的租借合同。 2014年初，他和广州恒大协商解除合同，成为自由球员。

### 重返中国
返回巴西效力数年后，克莱奥在2018年夏季转会期加盟中甲球队青岛黄海，连续两个赛季成为队内神射手，并在2019年帮助球队冲超，直到2020年與青島黃海透過友好協商解約。

## 个人
克莱奥在2010年9月23日获得塞尔维亚国籍。根据FIFA条例的规定，他在2013年起可代表塞尔维亚国家队出战。